# Valle Murcia
La Valle Murcia (Vallis Murcia in latino) era una valle nella città di Roma tra il Palatino e il colle Aventino, dove si trovava il Circo Massimo.
La valle era il sito di feste e riti per diverse divinità agricole, tra cui una festa di Cerere il 19 aprile in cui le torce venivano legate alle code delle volpi.
Qui secondo una leggenda sarebbe avvenuto il mitico episodio del Ratto delle Sabine.

## Etimologia
Il nome della valle deriva dalla divinità arcaica Murcia, che veniva venerata in un santuario sul versante a nord-est dell'Aventino.

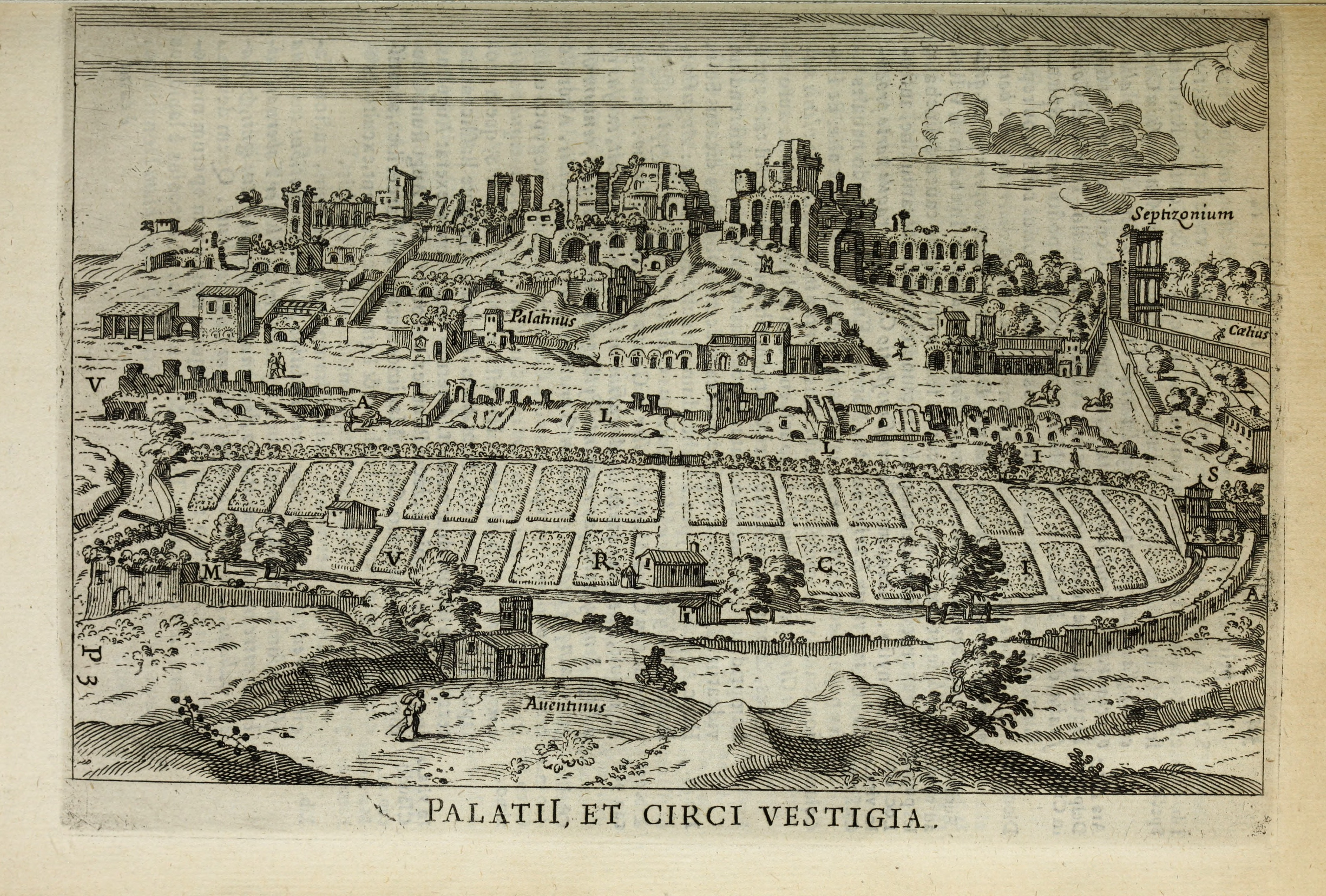
La Vallis Murcia si estendeva tra il Palatino (terzo superiore) e l'Aventino, dove le tracce del Circo Massimo sono mostrate in questo disegno tratto da Roma Vetus ac Recens (1725) di Alessandro Donati

## Topografia
La Valle Murcia era una zona paludosa e alluvionale che si estendeva per circa 700 metri da nordovest a sudest e per circa 100 metri nel suo punto più largo.  L'area era ancora nota con tale toponimo negli anni '30 del novecento quando furono avviati i lavori della nuova strada.